# Nationale Rettungspartei Kambodschas
Die Nationale Rettungspartei Kambodschas (khm. គណបក្សសង្រ្គោះជាតិ, eng. Cambodia National Rescue Party, CNRP; frz. Parti du sauvetage national du Cambodge, PSNC) war eine liberale Partei in Kambodscha. Sie war die größte Oppositionspartei in Kambodscha. Bei den nationalen Wahlen am 28. Juli 2013 erreichte sie 44,5 % der Stimmen, entsprechend 55 von 123 Sitzen in der Nationalversammlung.

## Geschichte
Die CNRP entstand am 17. Juli 2012 durch Zusammenschluss der Sam-Rainsy-Partei mit der Menschenrechtspartei. Als Übergangsphase gründeten die beiden Parteien bereits vor der Fusion das Bündnis Demokratische Bewegung für den Wechsel (Mouvement démocratique pour le changement), um sich organisatorisch und programmatisch zu koordinieren.
Nachdem der Parteivorsitzende Sam Rainsy wegen Verleumdung zu zwei Jahren Haft verurteilt worden war, floh er, um der Strafe zu entgehen, 2016 ins Exil nach Frankreich. Im Februar 2017 trat er zurück, weil die Regierung ein Gesetz plante, dem zufolge Parteien aufgelöst werden können, wenn ihre Vorsitzenden Vorstrafen haben. Seit März 2017 leitete Kem Sokha (Vorsitzender der Menschenrechtspartei) die Partei. Anfang September 2017 wurde Kem Sokha verhaftet. Ihm wird Hochverrat vorgeworfen. Laut einer Mitteilung der Regierung lägen Beweise vor für eine Verschwörung zwischen Kem Sokha, anderen und Ausländern gegen das Königreich Kambodscha. Am 3. Oktober 2017 wurde die Vizepräsidentin Mu Sochua über ihre bevorstehende Verhaftung informiert und floh umgehend nach Jakarta.

## Auflösung der Partei
Am 6. Oktober 2017 beantragte die Regierung die Auflösung der CNRP. Mitte November 2017 wurde die Partei vom Obersten Gerichtshof Kambodschas verboten. Begründet wurde dies damit, dass sie ihre Anhänger nach den letzten Wahlen im Jahr 2013 zu Demonstrationen aufgestachelt habe, um damit den Sturz der Regierung herbeizuführen. Verbunden mit der Auflösung ist ein fünfjähriges Verbot der politischen Betätigung für 118 ihrer führenden Mitglieder.
Noch vor dem Entscheid des Obersten Gerichts verabschiedete das Parlament Ergänzungen zum Wahlrecht, die die Aufteilung von Sitzen einer aufgelösten Partei regeln. Nach der Auflösung der CNRP wurden ihre 55 Sitze entsprechend auf die FUNCINPEC (41), die Cambodia Nationality Party (CNP, 2) und die Khmer Economic Development Party (KEDP, 1) aufgeteilt. Die League for Democracy Party und die Khmer Anti-Poverty Party, die auf 6 bzw. 5 Sitze  Anrecht gehabt hätten, verzichteten. Die 11 Sitze gingen damit an die regierende Kambodschanische Volkspartei (CPP). Die neue Sitzverteilung galt nur für rund ein halbes Jahr, bis zu den Wahlen vom 29. Juli 2018.

## Neue Entwicklungen
Die Mitglieder erachten die aufgelöste Partei jedoch als weiterhin bestehend und anerkennen den inhaftierten Kem Sokha als ihren Präsidenten. Es zeigen sich allerdings Spaltungstendenzen, insbesondere zwischen den früheren Mitgliedern der Sam-Rainsy-Partei und denjenigen der früheren Menschenrechtspartei.
Am 29. Januar 2018 lancierte Sam Rainsy zusammen mit anderen im Exil lebenden führenden Mitgliedern der aufgelösten CNRP die Bewegung Cambodia National Rescue Movement. Die Initiative erzeugte Bedenken unter Mitgliedern der CNRP, insbesondere denjenigen der früheren Menschenrechtspartei, dass sie die Partei weiter spalten und den Präsidenten Kem Sokha einem erhöhten Risiko aussetzen könnte.
Am 2. Dezember 2018 wurde Sam Rainsy von einer internationalen Konferenz der Partei in den USA zum Amtierenden Präsidenten (Acting President) bis zur Freilassung Sokhas gewählt, was von der Kem-Sokha-Faktion, die die Konferenz boykottiert hatte, umgehend als inakzeptabel und statutenwidrig bezeichnet wurde.